# Irgendwer
Irgendwer ist ein deutscher Kurzfilm aus dem Jahr 2017. Er basiert auf einer wahren Begebenheit.

## Handlung
In der Rahmenhandlung, einem Interview mit einer Journalistin, erinnert sich die Seniorin Greta an ein Erlebnis am Ende des Zweiten Weltkrieges:
Während der Schlacht um Berlin marschiert die Rote Armee in der zerstörten Reichshauptstadt ein. Die etwa fünfzehnjährige Greta versteckt sich mit ihrem Vater im Keller eines zerstörten Wohnhauses. Ihr Bruder, der sechzehnjährige Deutsche Otto beschießt gegen den Willen des Vaters die einrückenden Russen vom Kellerfenster aus, bis er niedergeschossen wird. Die Russen durchsuchen daraufhin den Keller, nehmen Gretas Vater mit. Der junge Soldat Anatolij findet schließlich auch Greta, die sich in einer Kiste versteckt gehalten hatte und vergewaltigt sie. Der russische Kommandant Fjodorow erfährt von dem Vergehen und lässt seine Soldaten antreten, damit Greta den Vergewaltiger identifizieren möge. Fjodorow droht dem Täter die entsprechende Bestrafung, vermutlich die Exekution, an. Greta schreitet die Reihe der russischen Soldaten ab und erkennt Anatolij wieder, der zu weinen beginnt. Sie verrät ihn jedoch nicht.
Am Ende des Interviews beantwortet Greta die Frage der Journalistin, ob sie denn nicht den Soldaten betrafen wollte: „Doch. Aber irgendwer musste doch einmal mit dem ganzen Wahnsinn aufhören.“

## Veröffentlichung
Irgendwer wurde am 3. November 2017 bei den Biberacher Filmfestspielen uraufgeführt. Es folgten Aufführungen unter anderem beim 31. Edmonton International Film Festival, beim Oakland International Film Festival, dem Filmfest Dresden und dem Manhattan Short Film Festival. In Edmonton erhielt der Film den Publikumspreis.
Irgendwer wurde am 1. Dezember 2018 im Rahmen der MDR-Kurzfilmnacht im MDR Fernsehen ausgestrahlt.